# Francisco Olivencia Ruiz
Francisco Olivencia Ruiz (Ceuta, 12 de febrero de 1934-ibídem, 4 de enero de 2019) fue un político y parlamentario español, diputado en Cortes Generales durante la I Legislatura (gobiernos de Adolfo Suárez y Leopoldo Calvo Sotelo) y senador por Ceuta en las Legislaturas V y VI. Abogado de profesión, fue considerado un firme defensor de la españolidad de su ciudad natal. Era experto en el especial régimen económico y fiscal que rige en Ceuta y Melilla, así como en sus antecedentes históricos.

## Biografía
Francisco Olivencia nació en Ceuta en 1934 en el seno de una familia de hondo arraigo en dicha ciudad. Su abuelo materno, Francisco Ruiz Medina, fue alcalde interino. Fue hijo del abogado Manuel Olivencia Amor (alcalde de Ceuta en 1931) y Carmela Ruiz (con lazos familiares en la ciudad malagueña de Ronda), que eran padres de otros dos hijos más: Carmen y Manuel Olivencia Ruiz (quien se convertiría con el paso del tiempo en un prestigioso jurista).
En 1957, tras licenciarse en Derecho por la Universidad de Madrid (hoy Complutense), habiendo cursado los primeros años en la de Sevilla, comenzó a ejercer como abogado en el bufete de su padre, y, tras el fallecimiento de este (1962), se hizo cargo de dicho despacho, asesorando a importantes empresas y entidades. Asimismo, fue nombrado Secretario General de la Cámara Oficial de Comercio, Industria y Navegación de Ceuta, cargo que desempeñó activamente hasta 1991, año en el que solicitó la excedencia, situación que se prolongó por incompatibilidad, al haber sido elegido senador hasta el 2000, año en el que se jubiló como trabajador por cuenta ajena.
Desde 1962 hasta la desaparición de este organismo en 1966, fue vocal de la Junta Consultiva de la Administración de Ceuta.
Fue Vocal de la extinta Junta de Obras del Puerto de Ceuta y, con posterioridad, miembro del Consejo de Administración de su Autoridad Portuaria.
En 1965 fue uno de los fundadores del Ilustre Colegio de Abogados de Ceuta, habiendo pertenecido, como Vocal, a su Junta de Gobierno. También fue durante años "Acting Consul" del Reino de Dinamarca en Ceuta.
Exceptuando las tres legislaturas en las que resultó elegido (primero diputado entre 1979 y 1983 y después senador entre 1993 y 2000), en las que residió en la ciudad de Madrid, toda su trayectoria vital y profesional estuvo ligada a la ciudad de Ceuta. Durante su legislatura como diputado a Cortes, fue testigo presencial en el Congreso del intento de  golpe de Estado del 23 de febrero de 1981.
Casado con Ana María Iturrioz Gracia en 1961, sin hijos.
Falleció en Ceuta, su ciudad natal, el 4 de enero de 2019, casi justo un año después de que muriera su hermano mayor, el prestigioso jurista afincado en Sevilla Manuel Olivencia (1929-2018).

## Actividad política
Concejal del Ilustre Ayuntamiento de Ceuta desde 1960 hasta 1966, durante todo ese periodo desempeñó el cargo de 2º Teniente de Alcalde. 
En los inicios de la transición, militó en el partido liderado por Pío Cabanillas, que llevaba el nombre de Partido Popular, realizando su presentación en Ceuta junto a un joven José Manuel García-Margallo. Cuando  dicho partido se integró en la naciente UCD, pasó a ser su Secretario Provincial en Ceuta. Al llegar la I Legislatura, tras la aprobación de la Constitución, fue candidato al Congreso por UCD, resultando elegido Diputado por la circunscripción electoral de Ceuta. Durante la citada legislatura, desempeñó el cargo de Secretario Primero de la Comisión de Defensa, interviniendo en diversas ocasiones en Comisiones y Pleno.
Al desintegrarse la UCD, se inclinó por el grupo de inspiración cristiano-demócrata, integrándose en el Partido Demócrata Popular (PDP) liderado por Óscar Alzaga. Formando parte de la candidatura que presentó la coalición AP-PDP-PL, fue elegido Concejal del Ilustre Ayuntamiento de Ceuta en 1983. En 1986, tras un azaroso voto de censura que acabó siendo resuelto por el Tribunal Supremo, fue designado Primer Teniente de Alcalde. 
En 1989, tras la refundación de AP y su transformación en el actual Partido Popular (PP), se afilió a esta formación, al considerarla la más próxima a su ideario centrista dentro del espectro político.
En 1993, formando parte de la candidatura del PP, fue elegido senador por la circunscripción electoral de Ceuta. Durante esa legislatura (la 5ª) al estar en la oposición, dirigió numerosas preguntas al Gobierno, tanto escritas como orales, interviniendo reiteradamente en Plenos y Comisiones, y siendo Ponente en la tramitación de varias leyes, entre ellas la de Ordenación y Supervisión de los Seguros Privados y, de modo muy especial, la del Estatuto de Autonomía de la Ciudad de Ceuta.
Posteriormente, en 1996, fue nuevamente elegido Senador por Ceuta para la 6ª Legislatura, en la cual, formando ya parte del Grupo Parlamentario de apoyo al Gobierno, fue designado Portavoz del citado Grupo en la Comisión de Incompatibilidades.
En 2001, tras otro voto de censura, se nombró presidente de la ciudad autónoma de Ceuta a Juan Vivas Lara, quien lo incorporó a su gobierno como Asesor, desempeñando dicho cargo sin percibir, por decisión propia, retribución alguna. En las elecciones autonómicas y locales de 2003 fue incluido en la lista del PP, resultando elegido Diputado de la Asamblea de Ceuta, cargo que desempeñó hasta 2007, retirándose entonces de la política activa.

## Actividad cultural
En 1958 resultó elegido presidente de la Asociación de Antiguos Alumnos del Instituto en el que cursó el bachillerato. Durante su permanencia en dicho cargo (hasta 1963) la citada Asociación promovió numerosos actos culturales (teatro, cine-club, certámenes literarios, cursos de verano y conferencias) que contaron con destacadas figuras de la intelectualidad de aquellos años, como los poetas Gerardo Diego y José María Pemán o el dramaturgo Alfonso Sastre, para lo que se contó con la inestimable colaboración del erudito afincado en Ceuta Carlos Posac. El actor José Francisco Vidal inició su carrera en las funciones de teatro montadas por la organización. 
Desde 1971, año en el que fue elegido, hasta 1980, presidió la Federación Norteafricana de Fútbol, que por aquel entonces abarcaba las ciudades de Ceuta y Melilla.
En 1969 participó, asimismo, en la fundación del Instituto de Estudios Ceutíes, al que perteneció como Miembro Numerario.
Colaborador asiduo en el diario "El Faro de Ceuta", donde publicó más de quinientos artículos, pronunció diversas conferencias en Ceuta y en Madrid.
Fue autor del libro "La gesta ignorada (Fragmento novelado de la historia de Ceuta 1640-1669)".

## Reconocimientos y honores
- Recibió la Medalla de Oro al Mérito en el Trabajo;[23] la Medalla de la Autonomía de Ceuta y la Medalla de Oro de la Ciudad de Ceuta;[9] la Cruz Distinguida de Primera Clase, con Placa, de la Orden de San Raimundo de Peñafort;[24] la Encomienda de la Orden del Mérito Civil y la Medalla de Plata al Mérito de las Cámaras de Comercio, Industria y Navegación de España.
- Fue distinguido, además, con el Escudo de Oro del Ilustre Colegio de Abogados de Ceuta y con el "Ceitil de Oro" del Instituto  de Estudios Ceutíes,[10] así como con el “Faro de Oro” del diario “El Faro de Ceuta”.